# Kongres eucharystyczny

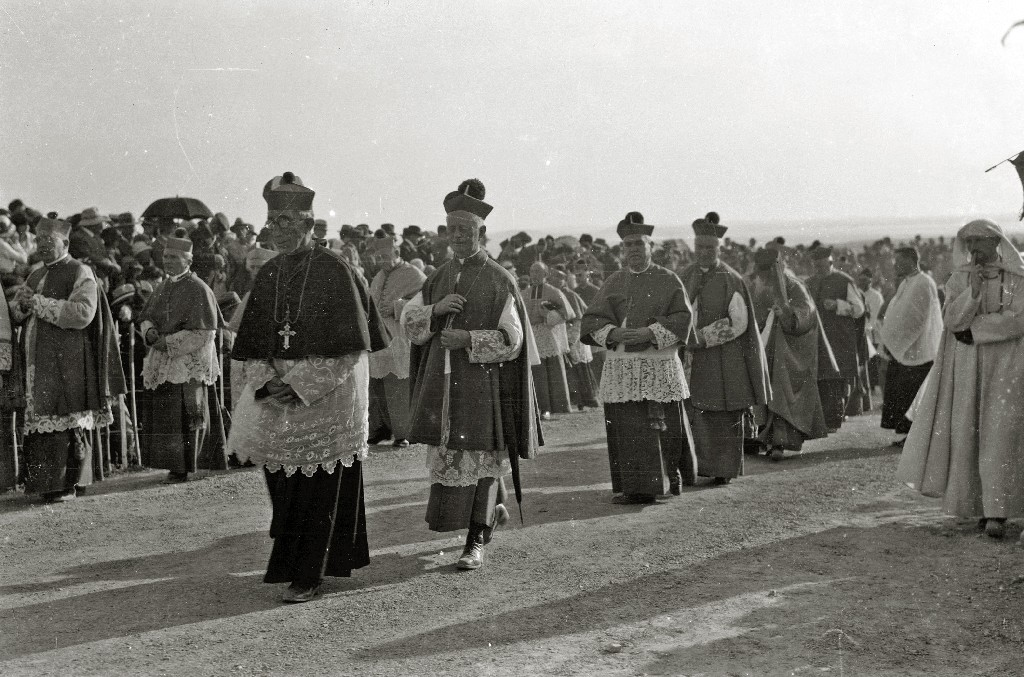
Kongres Eucharystyczny w Kartaginie, 1930

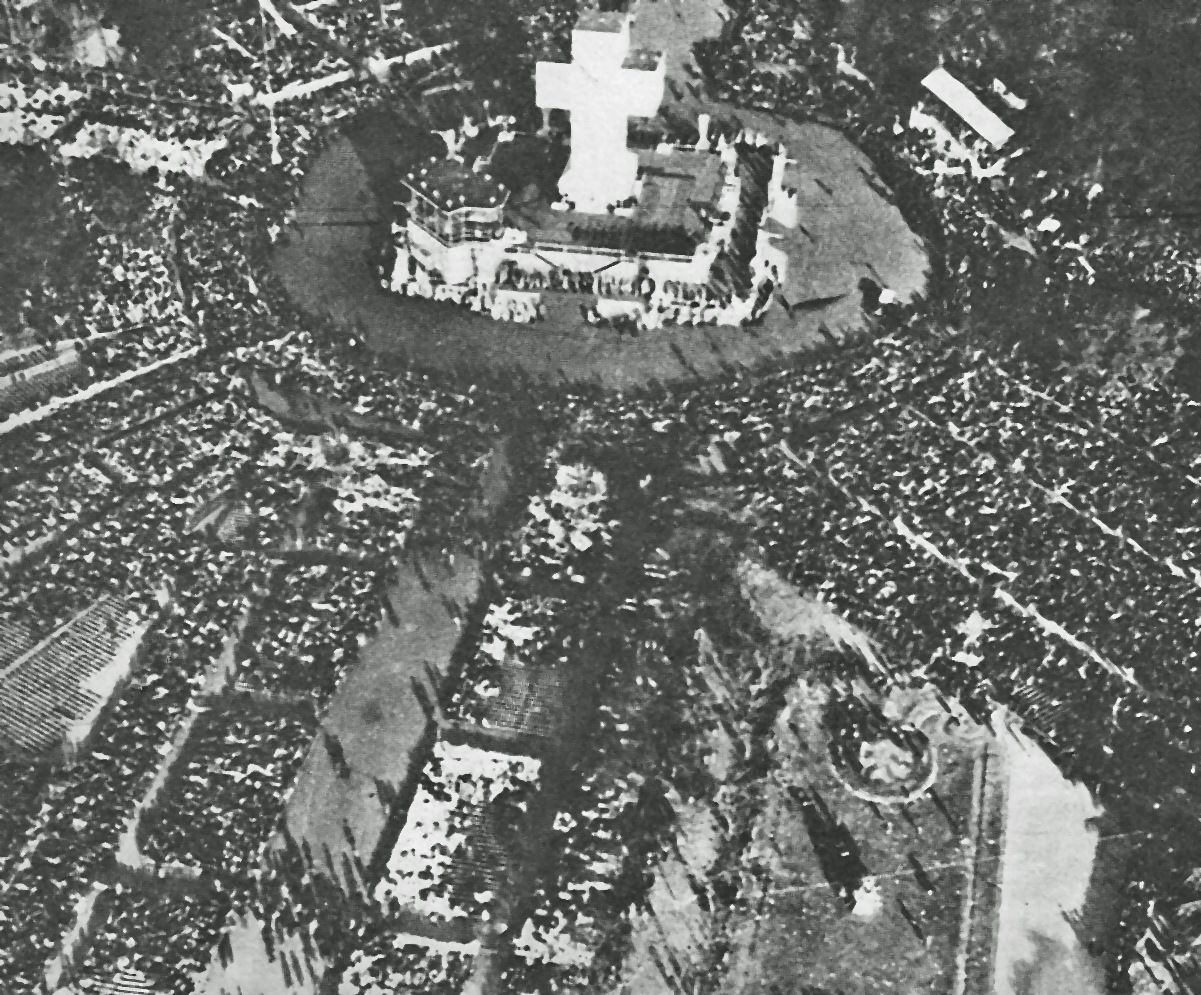
Międzynarodowy Kongres Eucharystyczny w Buenos Aires, 1934

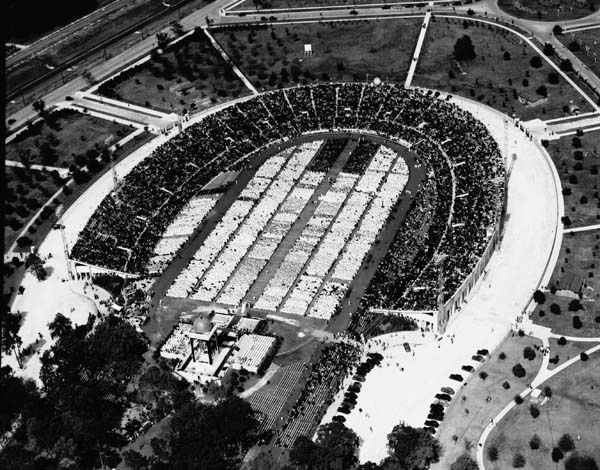
Narodowy Kongres Eucharystyczny w Nowym Orleanie, 1938

Kongres eucharystyczny – zgromadzenie katolików (o charakterze wybitnie masowym) mające na celu umocnienie i zdynamizowanie więzi osobowej z Chrystusem, dzięki pogłębianiu tajemnicy Eucharystii, głównie w jej aspekcie egzystencjalnym. W ramach kongresów odbywają się wykłady, seminaria i dyskusje oraz adoracje Najświętszego Sakramentu. Kongresy eucharystyczne są organizowane w skali międzynarodowej, krajowej i regionalnej.

## Historia
Pierwszy Międzynarodowy Kongres Eucharystyczny odbył się w Lille w 1881 roku. Patronem kongresów eucharystycznych został św. Paschalis Baylon, ustanowiony w 1897 przez papieża Leona XIII.
50. Kongres Eucharystyczny odbył się w Dublinie w dniach 10–17 czerwca 2012 roku. Tematem Kongresu była Eucharystia: Wspólnota z Chrystusem i nawzajem ze sobą. Rok 2012 przypomina nam o pięćdziesiątej rocznicy rozpoczęcia Soboru Watykańskiego II. Wybór tematu powiązany jest w dużym stopniu z Soborem, w szczególności z treścią Konstytucji dogmatycznej o Kościele Lumen Gentium (nr 7).

## Dotychczasowe Międzynarodowe Kongresy Eucharystyczne
1. 28–30 VI 1881 – Lille (Francja)
2. 13–17 IX 1882 – Awinion (Francja)
3. 5–10 VI 1883 – Liège (Belgia)
4. 9–13 IX 1885 – Fryburg (Szwajcaria)
5. 20–25 VI 1886 – Tuluza (Francja)
6. 2–6 VII 1888 – Paryż (Francja)
7. 16–21 VIII 1890 – Antwerpia (Belgia)
8. 14–21 V 1893 – Jerozolima (Syria)
9. 25–29 VII 1894 – Reims (Francja)
10. 20–24 IX 1897 – Paray-le-Monial (Francja)
11. 13–17 VII 1898 – Bruksela (Belgia)
12. 7–11 VIII 1899 – Lourdes (Francja)
13. 4–9 IX 1901 – Antwerpia (Belgia)
14. 3–7 IX 1902 – Namur (Belgia)
15. 20–24 VI 1904 – Angouleme (Francja)
16. 1–4 VI 1905 – Rzym (Włochy)
17. 15–19 VIII 1906 – Tournai (Belgia)
18. 6–11 VIII 1907 – Metz (Lotaryngia, dziś Francja)
19. 8–13 IX 1907 – Londyn (Anglia)
20. 4–8 VIII 1909 – Kolonia (Niemcy)
21. 7–11 IX 1910 – Montreal (Kanada)
22. 23 VI – 1 VII 1911 – Madryt (Hiszpania)
23. 12–15 IX 1912 – Wiedeń (Austria)
24. 23–27 IV 1913 – Malta
25. 22–26 VII 1914 – Lourdes (Francja)
26. 24–29 V 1922 – Rzym (Włochy)
27. 22–27 VI 1924 – Amsterdam (Holandia)
28. 20–24 VI 1926 – Chicago (USA)
29. 6–9 IX 1928 – Sydney (Australia)
30. 7–11 V 1930 – Kartagina (Tunezja)
31. 21–26 VI 1932 – Dublin (Irlandia)
32. 10–14 X 1934 – Buenos Aires (Argentyna)
33. 3–7 II 1937 – Manila (Filipiny)
34. 25–30 V 1938 – Budapeszt (Węgry)
35. 27 V – 1 VI 1952 – Barcelona (Hiszpania)
36. 14–24 VII 1955 – Rio de Janeiro (Brazylia)
37. 31 VII – 7 VIII 1960 – Monachium (Niemcy)
38. 26 XI – 6 XII 1964 – Bombaj (Indie)
39. 18–25 VIII 1968 – Bogota (Kolumbia)
40. 18–25 II 1973 – Melbourne (Australia)
41. 1–8 VIII 1976 – Filadelfia (USA)
42. 16–23 VII 1981 – Lourdes (Francja)
43. 11–18 VIII 1985 – Nairobi (Kenia)
44. 5–8 X 1989 – Seul (Korea Płd.)
45. 7–13 VI 1993 – Sewilla (Hiszpania)
46. 25 V – 1 VI 1997 – Wrocław (Polska)
47. 15–22 VI 2000 – Rzym (Włochy)
48. 10–17 X 2004 – Guadalajara (Meksyk)
49. 15–22 VI 2008 – Québec (Kanada)
50. 10–17 VI 2012 – Dublin (Irlandia)
51. 24–31 I 2016 – Cebu City (Filipiny)[3]
52. 5–12 IX 2021 – Budapeszt (Węgry)[4]
53. 8–15 IX 2024  –  Quito (Ekwador)[5]